# 腺毛蝇子草
腺毛蝇子草（学名：Silene yetii）为石竹科蝇子草属的植物，是中国的特有植物。分布于中国大陆的甘肃、西藏、青海、四川等地，生长于海拔2,700米至5,000米的地区，多生在多砾石的草坡，目前尚未由人工引种栽培。

## 别名
具腺女娄菜（拉汉种子植物名称）

## 异名
- Melandrium glandulosum (Maxim.) F. N. Williams
- Silene yetii Bocquet var. herbilegorum Bocquet